# 杨剑波
杨剑波（1957年—），安徽太和人，汉族，中华人民共和国政治人物、第十二届全国人民代表大会安徽地区代表。
毕业于中国科学院等离子体物理研究所核聚变和等离子体物理专业，加入中国共产党。担任安徽农科院院长。2008年起担任全国人大代表。2013年，被选为全国人大代表。